# Marathon van Osaka 1998
De marathon van Osaka 1998 werd gelopen op zondag 25 januari 1998. Het was de zeventiende editie van deze marathon. Alleen vrouwelijke elitelopers mochten aan de wedstrijd deelnemen.
De Roemeense Lidia Şimon zegevierde in 2:28.31.

## Uitslagen
| rang   | naam               | land | tijd    |
| ------ | ------------------ | ---- | ------- |
| Goud   | Lidia Şimon        | ROU  | 2:28.31 |
| Zilver | Katrin Dörre       | GER  | 2:28.38 |
| Brons  | Ikuyo Goto         | JPN  | 2:28.43 |
| 4      | Miina Ogawa        | JPN  | 2:28.47 |
| 5      | Yoshiko Ichikawa   | JPN  | 2:29.29 |
| 6      | Natalia Galushko   | BLR  | 2:29.47 |
| 7      | Tegla Loroupe      | KEN  | 2:30.26 |
| 8      | Kaoki Koda         | JPN  | 2:31.10 |
| 9      | Adriana Fernandez  | MEX  | 2:31.38 |
| 10     | Sumiko Inami       | JPN  | 2:32.16 |
| 11     | Yaeko Henmi        | JPN  | 2:33.02 |
| 12     | Kayoko Obata       | JPN  | 2:33.09 |
| 13     | Miwako Kondo       | JPN  | 2:33.55 |
| 14     | Yukiko Sano        | JPN  | 2:34.12 |
| 15     | Nobuko Fujimura    | JPN  | 2:35.20 |
| 16     | Eiko Yamazaki      | JPN  | 2:35.53 |
| 17     | Lee-Ann Mcphillips | NZL  | 2:36.24 |
| 18     | Haruko Okamoto     | JPN  | 2:37.00 |
| 19     | Chihiro Tanaka     | JPN  | 2:37.20 |
| 20     | Eriko Asai         | JPN  | 2:38.47 |
| 21     | Masae Ueoka        | JPN  | 2:39.34 |
| 22     | Tomoko Kitamura    | JPN  | 2:40.04 |
| 23     | Shinobu Kurosaki   | JPN  | 2:42.47 |
| 24     | Mayumi Hirakawa    | JPN  | 2:43.06 |
| 25     | Hitomi Sato        | JPN  | 2:43.21 |

1982 ·
1983 ·
1984 ·
1985 ·
1986 ·
1987 ·
1988 ·
1989 ·
1990 ·
1991 ·
1992 ·
1993 ·
1994 ·
1995 ·
1996 ·
1997 ·
1998 ·
1999 ·
2000 ·
2001 ·
2002 ·
2003 ·
2004 ·
2005 ·
2006 ·
2007 ·
2008 ·
2009 ·
2010 ·
2011 · 
2012 ·
2013 ·
2014 ·
2015 ·
2016 ·
2017